# 미나미코엔역
미나미코엔역(일본어: 南公園駅, みなみこうえんえき 미나미코엔에키[*])은 일본 효고현 고베시 주오구에 있는 고베 신교통 포트 아일랜드 선 (포트 라이너)의 역이다. 역 번호는 PL07이다. 인근 IKEA 고베와 효고 현립 어린이 병원이 있어 "IKEA・어린이 병원 앞"의 부역명이 붙어 있다.

## 역사
- 1981년
  - 2월 5일: 포트 아일랜드 선 개통과 동시에 영업 개시.
  - 3월 1일: 고베 포토 아일랜드 박람회 개막.
  - 10월 1일: 고베 포트 피어 랜드의 개장.
- 1995년
  - 1월 17일: 한신・아와지 대지진에 의한 영업 완전 중단.
  - 5월 22일: 나카코엔 ~ 미나미코엔 ~ 기타후토 역 구간 복구에 따라 영업 재개(전 구간 복구는 7월 31일).
- 2004년 11월 20일・21일: 고베 공항 방면으로의 연장 공사에 따라 궤도 전환 공사로 영업 전선 종일 정지.
- 2005년 9월 10일・11일: 고베 공항 방면으로의 연장 공사에 따라 궤도 전환 공사로 영업 전선 종일 정지.
- 2006년 3월 31일: 고베 포트 피어 랜드의 폐장.
- 2008년
  - 4월 1일: 명명권 스폰서 계약에 의하여 "IKEA 앞"의 부역명을 붙이게 되고 계약 기간은 3년간 시행됨.
  - 4월 14일: 부역명이 된 IKEA고베 오픈.
  - 7월 18일: 역사 동쪽 끝에 승강장과 대합실 간 엘리베이터가 설치되어 사용 개시.
- 2011년 7월 1일: 명명권 스폰서 계약이 갱신되어 계약 기간은 3년(2011년 7월 1일 ~ 2014년 6월 30일)에서 계약 금액은 연간 150만엔이 됨.
- 2016년 5월 1일: 효고 현립 어린이 병원이 인근에 개원하여 부기 역명이 "IKEA・어린이 병원 앞"이 됨.

## 역 구조
단선 승강장 1면 1선의 고가역이다. 나카공원 쪽을 향해서 우측에 승강장이 있고 나카공원・산노미야 방면의 열차가 발착한다. 반대 방향, 고베 공항 역행 열차가 발착하지 않자 시민히로바 역, 고베 공항 역 방면으로 가는 길에는, 나카코엔 역에서 환승해야 할 필요가 있다.
역사는 2층이 대합실, 3층이 승강장이다. 개찰 내에는 엘리베이터, 에스컬레이터, 다목적 화장실 등이 있다. 도로를 낀 역 북측의 UCC 우에시마 커피 본사 및 북쪽 인도와 보행자 데크로 체결되어 있다. 역 남쪽은 2층에서 IKEA고베와 미나미 공원으로 나오게 된다.

### 승강장
| ■ | 산노미야 방・고베 공항 방면(나카코엔 역 환승) |

## 역 주변
- 나카후토 차량기지
- IKEA 고베(고베 포트 피어 랜드 유적)
- 효고 현립 어린이 병원
- UCC 우에시마 커피 본사 - 역 개찰구와 보행자 데크에서 직결.
- UCC 커피 박물관
- 고베 시립 청소년 과학관(반도 고베 청소년 과학관)
- 유하이무 본사
- 포트 아일랜드 미나미 공원
- 항만 직업 능력 개발 단기 대학교 고베 학원

## 사진

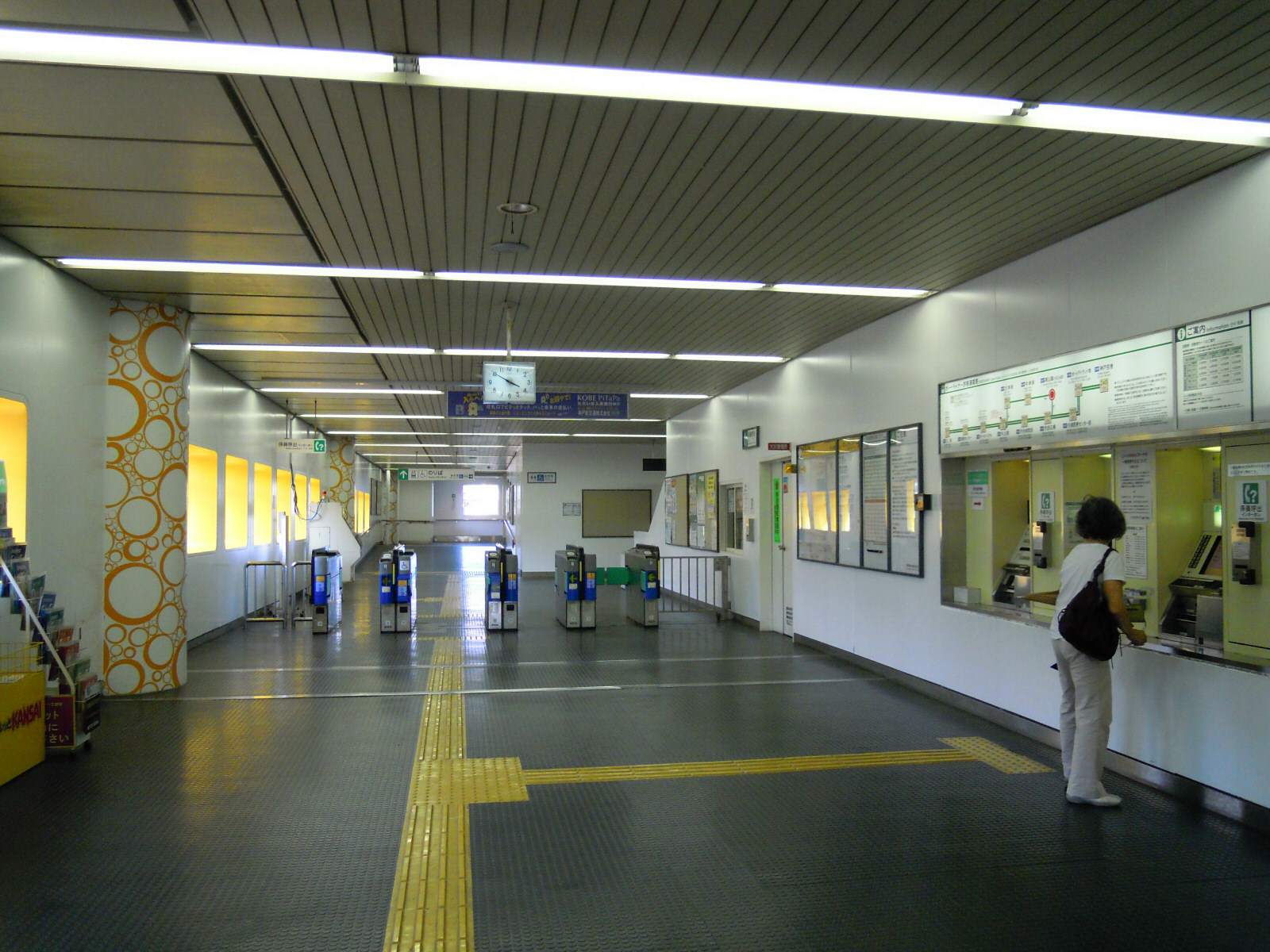
개찰구

## 인접역
| 고베 신교통 ■ 포트 아일랜드 선  | 고베 신교통 ■ 포트 아일랜드 선             | 고베 신교통 ■ 포트 아일랜드 선 |
| ------------------------------- | ------------------------------------------ | ------------------------------ |
| PL06 시민히로바 시민히로바 방면 | 나카코엔・산노미야 방면으로 한 방향만 운행 | 나카후토 PL08 나카코엔 방면    |